# Bassaniana versicolor
Bassaniana versicolor là một loài nhện trong họ Thomisidae.
Loài này thuộc chi Bassaniana. Bassaniana versicolor được Eugen von Keyserling miêu tả năm 1880.